# Monasterio de Cauliana
El monasterio de Cauliana, o de Cubillana, fue una construcción religiosa, sita en el municipio español de Mérida (Extremadura), sobre la que se asentó, posteriormente, en el siglo XV la ermita de Cubillana, y cuyos restos en el primer cuarto de siglo XXI se encuentran integrados dentro de un cortijo, de igual nombre.
El rey Don Rodrigo se refugió, según la leyenda, en este monasterio después de haber perdido la batalla de Guadalete, en 711.